# Terrassa
Terrassa (em catalão e oficialmente) ou Tarrasa (em castelhano) é um município da Espanha na província de Barcelona, comunidade autónoma da Catalunha. É a capital da comarca de Vallès Occidental, juntamente com Sabadell. Tem 70,2 km² de área e em 2021 tinha 9 672 habitantes (densidade: 137,8 hab./km²).
A cidade está junto da serra pré-litoral catalã (Parque Natural de Santo Lourenço do Monte) a 286 metros acima do nível do mar e 41º33'40" latitude Norte, e a 2º0'29" de longitude Este. A 28 km de Barcelona e 20 de Montserrat.
Os vestígios encontrados indicam que a zona foi habitada desde a pré-história. Em 2005, durante os trabalhos de aterro de uma das linhas de caminhos de ferro da cidade, encontrou-se um sítio com ferramentas de pedra e fósseis de animais datados de 700 000 e 900 000anos de antiguidade, o que a torna numa das poucas cidades com vestígios dos primeiros povoadores da Europa.
Herdeira da antiga Egara romana (Municipium Flavium Egara), sede episcopal do século V ao século VIII, conserva um importante património medieval em que se destaca o conjunto monumental das igrejas românico-visigóticas de Sant Pere, Sant Miquel e Santa Maria. Outros vestígios medievais importantes são o castelo de Vallparadís (de 1344 a 1413 foi cartuxa e hoje museu municipal) e a torre do Palau. No  século XIX, a cidade foi protagonista da revolução industrial, especializando-se nos tecidos de lã.  Edifícios modernistas como a Masia Freixa (actual conservatório de música), o vapor Aymerich Amat i Jover (actual Museu da Ciência e da Técnica), o Teatro Principal, o Mercado da Independência, a Prefeitura, a Casa-museu Alegre de Sagrera, etc, comprovam a importância que atingiu na altura.
| 1543 | 3.000  | 1920 | 30.532 | 1960 | 92.239  | 2000 | 175.649  |
| 1824 | 4.195  | 1930 | 39.975 | 1970 | 138.697 | 2004 | 196.053  |
| 1857 | 8.721  | 1940 | 45.081 | 1980 | 155.360 | 2006 | 201.442* |
| 1910 | 22.679 | 1950 | 58.880 | 1990 | 161.823 |      |          |